# NGC 7120
NGC 7120 (другие обозначения — PGC 67273, MCG -1-55-6, IRAS21419-0645) — спиральная галактика (Sb) в созвездии Водолей.
Этот объект входит в число перечисленных в оригинальной редакции «Нового общего каталога».